# کریل یوریویچ یسکوف

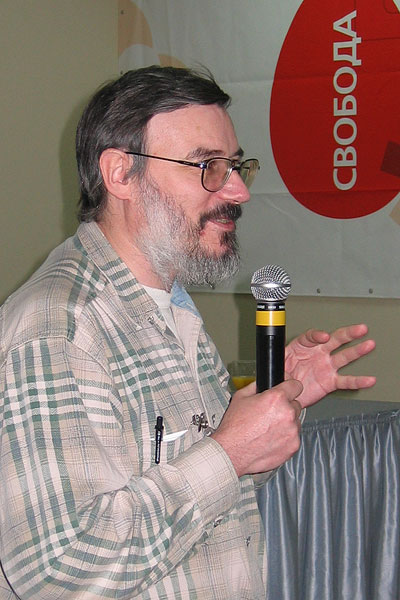
کریل یسکوف در سال ۲۰۰۶

کریل یوریویچ یسکوف (روسی: Кири́лл Ю́рьевич Есько́в (متولد ۱۶ سپتامبر ۱۹۵۶)، همچنین با نام مستعار کیریل اسکوف، نویسنده، زیست‌شناس و دیرینه‌شناس روسی است. او به عنوان نویسنده به خاطر «انجیل آفرانیوس» که در آن تفسیری الحادی از وقایع انجیل ارائه می‌دهد، و «آخرین حامل حلقه» که در آن ارباب حلقه‌های جی. آر. آر. تالکین را از دیدگاه موردوریایی بازگویی می‌کند، شناخته می‌شود.

## شغل

### در زیست‌شناسی
یسکوف در سال ۱۹۷۹ از دانشکده زیست‌شناسی دانشگاه دولتی مسکو فارغ‌التحصیل شد. در سال ۱۹۸۶، او از پایان‌نامه خود برای دکترای علوم زیستی در مؤسسه مورفولوژی تکاملی و بوم‌شناسی حیوانات سورتسوف آکادمی علوم اتحاد جماهیر شوروی با موضوع «عنکبوت‌های شمال سیبری (تحلیل طالع‌بینی)» دفاع کرد. علایق علمی اصلی او به عنوان یک زیست‌شناس بر عنکبوت‌های سیبری و خاور دور روسیه و به عنوان یک دیرینه‌شناس، بر دوران پالئوزوئیک و سنوزوئیک متمرکز است. تا تاریخ ۲۰۰۸ او محقق ارشد آزمایشگاه بندپایان مؤسسه دیرینه‌شناسی آکادمی علوم روسیه و نایب رئیس انجمن عنکبوت‌شناسی اوراسیا است. او از سال ۱۹۸۸ در این مؤسسه مشغول به کار بوده است تا تاریخ ۲۰۰۲ او ۸۶ اثر علمی منتشر کرده بود.
یسکوف چندین جنس جدید از عنکبوت‌ها را کشف کرده است. در میان هفت گونه‌ای که او در سال ۱۹۸۸ کشف کرد، کیکیمورا پالوستریس اسکوف، ۱۹۸۸ قرار دارد. این عنکبوت متعلق به خانواده لینیفییده است و در روسیه و فنلاند یافت می‌شود. نام آن از لاتین به معنای "کیکیمورای مرداب" ترجمه شده است. (کیکیمورا در اساطیر اسلاوی یک روح زن است و عبارت روسی кикимора болотная (kikimora bolotnaya، "کیکیمورای مرداب") در زبان روسی به خوبی شناخته شده است) او یک جنس از عنکبوت‌های لینیفیید را به نام شخصیت تالکین، سائورون، نامگذاری کرده است.
او نویسنده کتاب تاریخ زمین و اشکال حیات آن است (روسی: Удивительная палеонтология: История Земли и жизни на ней، مسکو، ۲۰۰۸)، به عنوان کتاب درسی زیست‌شناسی برای دبیرستان‌ها در نظر گرفته شده است.

### به عنوان نویسنده
یسکوف به عنوان نویسنده داستان‌های تخیلی، کتاب‌های متعددی منتشر کرده است که یکی از شناخته‌شده‌ترین آن‌ها «آخرین حامل حلقه» (روسی: Последний кольценосец است)، بازگویی جایگزین (یا دنباله) ارباب حلقه‌ها اثر جی. آر. آر. تالکین، همان‌طور که از دیدگاه نیروهای سائورون با توجه به ضرب‌المثل «تاریخ توسط فاتحان نوشته می‌شود» روایت می‌شود. این کتاب در سال ۱۹۹۹ در سرزمین مادری‌اش «منتشر شد تا مورد تحسین قرار گیرد». ترجمه‌های این کتاب در سایر کشورهای اروپایی نیز منتشر شده است، اما ترس از خاندان هوشیار و دادخواه تالکین تاکنون مانع از انتشار آن به زبان انگلیسی شده است. با این حال، در اواخر سال ۲۰۱۰، ترجمه انگلیسی مورد تأیید یسکوف در لایو ژورنال منتشر شد. لورا میلر، روزنامه‌نگار آمریکایی، آخرین حامل حلقه را «یک داستان ماجراجویی پرانرژی و خوش‌نوشته» توصیف کرد که تفسیری جذاب از آنچه برخی منتقدان به عنوان اخلاق بیش از حد ساده‌انگارانه شاهکار تالکین توصیف کرده‌اند، ارائه می‌دهد.
از دیگر کتاب‌های یسکوف می‌توان به انجیل افرانیوس (روسی: Евангелие от Афрания) اشاره کرد، تصویری دراماتیک از عیسی. در این اثر، او روایتی اسطوره‌زدایی‌شده و تاریخی از وقایع انجیل‌ها ارائه می‌دهد.

## نشریات علمی برگزیده
- Eskov, K.Y. (1988). "Seven new monotypic genera of spiders of the family Linyphiidae (Aranei) from Siberia". Zool. Zh. 67 (5): 678–690.
- Eskov, K.Y. (1993). "Several new linyphiid spider genera (Araneida, Linyphiidae) from the Russian Far East". Arthropoda Selecta. 2 (3): 43–60.